# Just Nuisance

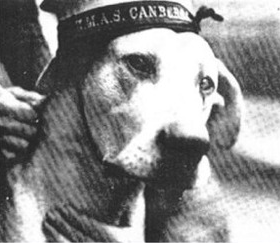
Just Nuisance in Uniform

Just Nuisance (* 1. April 1937 in Kapstadt-Rondebosch; † 1. April 1944 in Simon’s Town), eigentlich Pride of Rondebosch, war ein Doggenrüde, der bei der Royal Navy formell als Vollmatrose (engl. able seaman) geführt wurde. Er war der einzige Hund, der jemals eine solche Position bei der Royal Navy einnahm.
Sein Spitzname lässt sich etwa mit „Nichts als Ärger“ übersetzen.

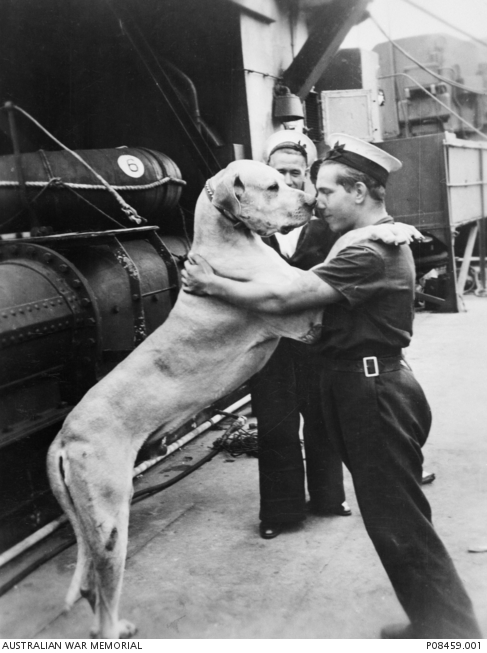
Just Nuisance mit Seeleuten, aufgenommen 1942 in Kapstadt

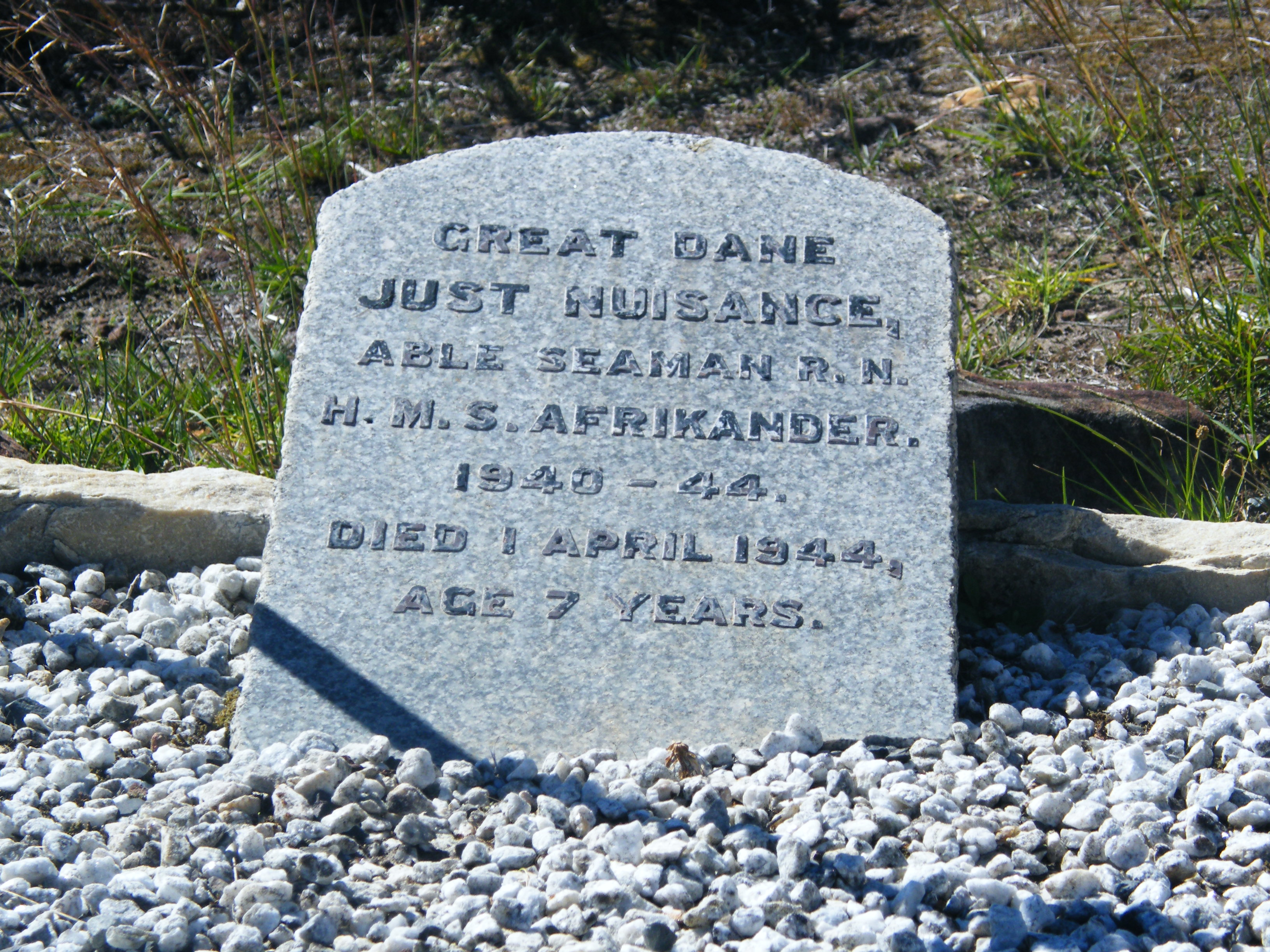
Grabstein

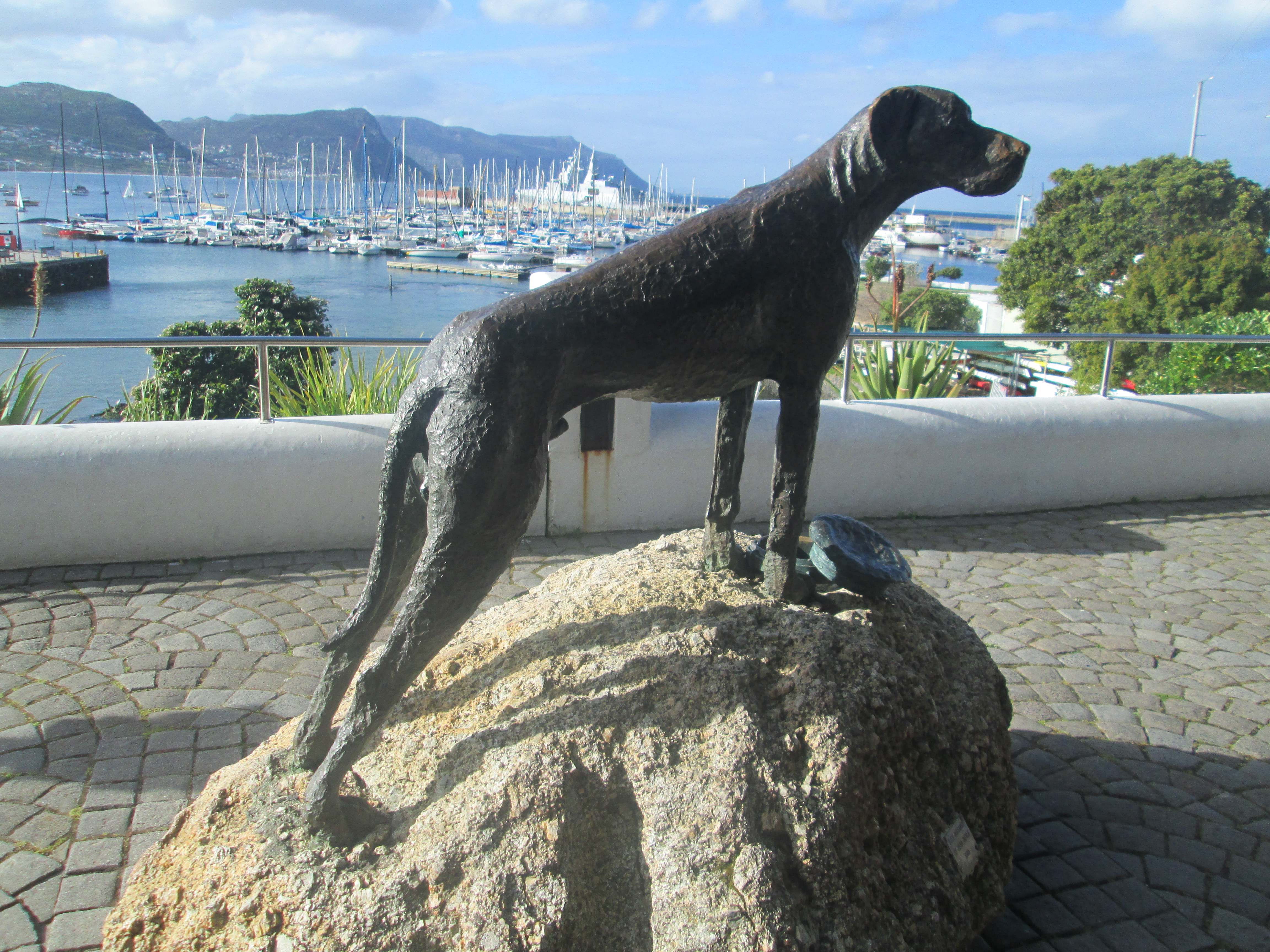
Denkmal am Jubilee Square

## Leben
Am 27. Februar 1938 wurde der Hund als Deutsche Dogge (englisch: Great Dane) mit dem Namen Pride of Rondebosch registriert. Sein Vater hieß Koning und seine Mutter Diana. Im März 1938 wurde der Hund an Benjamin Chaney verkauft, der ihn mit nach Simon’s Town nahm, wo er eine Unterkunft für Seeleute leitete, das United Services Institute. Der Hund mochte die Gäste und versuchte, ihnen zu folgen, wenn sie das Hostel verließen.
Im jungen Alter fuhr der Rüde Berichten zufolge häufig auf eigene Faust in Zügen zwischen Simon’s Town und Kapstadt mit und schien dabei das Verkehrsnetz perfekt zu kennen. Er begleitete die Matrosen zur Werft und den Landungsbrücken und wusste immer, wo er auszusteigen hatte. Sein freundlicher Charakter machte ihn bei den Seeleuten beliebt, die er umgekehrt auch als seine besonderen Freunde betrachtete. Am liebsten lag er tagsüber an Deck der Neptune in einem Durchgang, wo er sehr störte, er ließ sich aber nur ungern von dort wegbewegen. Das brachte ihm den Spitznamen ein, unter dem er bekannt wurde.
Seine eigenständige Nutzung der Züge wurde zu einem Problem. Es war Hunden nicht erlaubt, ohne Besitzer mit der Bahn zu reisen, und seiner Rasse entsprechend war Just Nuisance auffallend groß. Das Zugpersonal fühlte sich von ihm belästigt und verunsichert. Wurde er aus dem Zug geworfen, nahm er den nächsten. Die Seeleute versuchten, ihn vor den Augen der Schaffner zu verstecken, aber das war bei seiner Größe schwierig.

### Im Dienst der Marine
Als die Eisenbahngesellschaft schließlich ankündigte, den Hund einzuschläfern, falls er weiterhin ohne Besitzer und Fahrschein mit dem Zug fahren sollte, gab es empörte Reaktionen. Viele boten an, ihm eine Jahreskarte zu kaufen.
Der zuständige Kommandant der Royal Navy löste den Konflikt, indem er Just Nuisance formell zum Matrosen ernannte: Als Kriegsfreiwilliger durfte der Hund alle Züge frei nutzen. Am 25. August 1939 wurde Just Nuisance in die Royal Navy aufgenommen und diente bis zum 1. Januar 1944 als Bordhund auf der HMS Afrikander. Wie jeder Matrose musste er sich einem medizinischen Tauglichkeitstest unterziehen und bestand ihn. Auf das Eintrittsformular wurde als Unterschrift sein Pfotenabdruck gesetzt. Ein Mann wurde dazu abkommandiert, sich um den Hund zu kümmern und dafür zu sorgen, dass er mit Mütze bei Paraden erschien.
Während seiner Dienstzeit, die mit dem Zweiten Weltkrieg zusammenfiel, spendete Just Nuisance mit seiner zutraulichen Art vielen Soldaten Trost. Gerieten zwei Seeleute in Streit, trennte er sie, indem er sich aufrichtete und ihnen seine großen Vorderpfoten auf die Brust setzte. Fand er einen betrunkenen Seemann auf, brachte er ihn Erzählungen zufolge nach Simon’s Town, ob der Mann nun dort stationiert war oder nicht. Just Nuisance fuhr niemals selbst mit zur See, fühlte sich aber auf allen Schiffen der Royal Navy, die in Simon’s Town angelegt hatten, zu Hause.
Just Nuisance „beging“ andererseits etliche Dienstverstöße, von denen einige dokumentiert wurden. Beispielsweise schlief er auf Offiziersbetten und entfernte sich häufig ohne Marschbefehl vom Dienstort (absent without leave, was offiziell einer Fahnenflucht gleichkommt). Geahndet wurden diese Verstöße, wenn überhaupt, beispielsweise durch mehrere Tage Knochenentzug.
Er wurde mit der Hündin Adinda verpaart, auch eine Deutsche Dogge. Adinda bekam von ihm fünf Welpen, von denen zwei, Victor und Wilhelmina, ebenfalls lokale Berühmtheit erlangten.

### Unfall und Tod
Im Alter von sechs Jahren zog sich Just Nuisance durch einen Verkehrsunfall eine Thrombose zu, die eine fortschreitende Lähmung auslöste. Er wurde am 1. Januar 1944 aus dem Dienst entlassen und auf Anraten eines Tierarztes am 1. April 1944, seinem siebten Geburtstag, eingeschläfert. Sein Körper wurde am nächsten Tag mit allen militärischen Ehren beigesetzt, einschließlich Salutschüssen und dem Hornsignal The Last Post.

## Gedenken
Just Nuisances Leben ist Teil der lokalen Kultur von Simon’s Town geworden. Im Stadtmuseum werden seine Papiere, sein Halsband und etliche Fotografien ausgestellt.
Seit 1985 erinnert ein von Jean Doyle geschaffenes Denkmal am Jubilee Square an ihn.
Am 1. April 2000, dem 63. Geburtstag des Hundes, wurde eine Parade abgehalten, bei der sich unter anderem 26 Deutsche Doggen um den Preis des am ähnlichsten aussehenden Hundes („look-alike competition“) bewarben.